# Kamienica przy ul. Tadeusza Kościuszki 22 w Sanoku
Kamienica przy ul. Tadeusza Kościuszki 22 w Sanoku – budynek położony w Sanoku.
Jest umiejscowiona w centralnej części miasta w dzielnicy Śródmieście, u zbiegu ulicy Tadeusza Kościuszki i ulicy Adama Mickiewicza. Budynek jest dwukondygnacyjny i dwufrontowy. Elewacja południowa znajduje się przy ulicy Kościuszki, a elewacja wschodnia przy ulicy Mickiewicza. Naprzeciw fasady południowej znajduje się Plac Miast Partnerskich, a naprzeciw fasady wschodniej jest położona kamienica przy ul. Tadeusza Kościuszki 16.

## Historia
Kamienicę wybudował Żyd Berl Fink na przełomie XIX i XX wieku. Pierwotnie budynek figurował pod numerem konskrypcyjnym 77, a potem pod adresem ul. Tadeusza Kościuszki 22.
12 września 1907 Rada Miejska w Sanoku odniosła się przychylnie do wniosku Majera Hirsza Hocha o udzielenie koncesji na prowadzenie hotelu, restauracji i wyszynku wina w budynku Berla Finka. W kamienicy siedzibę miało Powiatowe Towarzystwo Zaliczkowe w Sanoku. Do końca I wojny światowej mieściła się w niej także restauracja (właściciel Hoch) oraz notariusz. W budynku – nad restauracją Hocha - działało także założone w 1901 Towarzystwo Wzajemnego Kredytu „Beskid” (Obszczestwo Wzaimnoho Kredytu „Beskid”), w składzie którego rady nadzorczej działali: prezes ks. Józef Moskalik, wiceprezes Antoni Kokurewicz, później Aleksander Iskrzycki oraz członkowie dyrekcji ks. Omelan Konstantynowycz, ks. Józef Siekierzyński, Franciszek Kuszczak, Antoni Poliwka, Marian Czemeryński, Aleksander Sawiuk. W okresie II Rzeczypospolitej właścicielem budynku było Spółdzielcze Towarzystwo Kredytu i Handlu „Beskid”, skupiające zwolenników ideologii staroruskiej o orientacji prorosyjskiej (przewodniczył mu profesor sanockiego gimnazjum, dr Józef Hukiewicz, a inicjatorem założenia był ks. greckokatolicki Omelan Konstantynowycz), następnie Towarzystwo Wzajemnego Kredytu i Handlu sp. z o.o., które funkcjonowało w budynku pod adresem ulicy Adama Mickiewicza 1. Od 1928 w budynku działała księgarnia, której założycielem i kierownikiem był nauczyciel Władysław Dajewski. Później w pomieszczeniach budynku działała Księgarnia Nauczycielska J. Klimkiewicz i S-ka, którą prowadził profesor gimnazjalny Stefan Lewicki (pracowali w niej także inni nauczyciele: Władysław Kreowski, Antoni Rejnin). Po wybuchu II wojny światowej 1939 podczas okupacji niemieckiej w jej pomieszczeniach podjęto działalność tajnego nauczania.
Na styku wschodniej fasady kamienicy oraz budynku pod obecnym adresem ul. Adama Mickiewicza 3 funkcjonował zakład gastronomiczny „Podhalanka”. W 1932 do numeru 22 ulicy był przypisany lekarz dr Ignacy Grünspan (wcześniej pod numerem 65). W połowie 1911 do budynku przeniósł swoją kancelarię adwokat krajowy w Sanoku, dr Jan Walewski. W budynku zamieszkiwał i prowadził kancelarię adwokat Andrzej Madeja.
Po II wojnie światowej w lokalach kamienicy mieściły się sklepy i prowadzona była działalność gospodarcza i handlowa. Na powierzchniach piętrowych znajdowały się lokale mieszkalne. W 1950 na rogu kamienicy działała restauracja M. Wojnarowicza. Na początku lat 70. budynek był pod adresem ul. T. Kościuszki 18 (wzgl. 18/20; zamieszkiwał w nim wówczas Władysław Gąsiorowski) oraz A. Mickiewicza 1, zamieszkiwało w nim 12 rodzin.
Na piętrze południowej części budynku swoją siedzibę miał Miejski Komitet Stronnictwa Demokratycznego w Sanoku. Poniżej na fasadzie znajduje się tablica pamiątkowa ustanowiona dla uczczenia 50. rocznicy powstania Stronnictwa Demokratycznego, partii politycznej założonej 15 kwietnia 1939 roku. Inicjatorem ustanowienia tablicy był Ludwik Romaniak. Inskrypcja głosi: W 50 rocznicę powstania Stronnictwa Demokratycznego 1939-1989. Miejski Komitet SD w Sanoku. Została odsłonięta 2 maja 1989 roku, a dokonali tego członkowie-seniorzy SD Maria Lisowska i Stefan Stefański. Wykonawcą marmurowej tablicy był Jan Zajdel.
W latach PRL w kamienicy funkcjonowała Gminna Kasa Spółdzielcza, potem Kasa Spółdzielcza w Sanoku, a finalnie Bank Spółdzielczy w Sanoku. Prócz tego w pomieszczeniach budynku działała restauracja „Casino”. 1 stycznia 2000 Bank Spółdzielczy w Sanoku zmienił nazwę na Podkarpacki Bank Spółdzielczy, który w toku wdrożonej restrukturyzacji w 2020 wznowił działalność jako Bank Nowy BFG S.A..
Fasady budynku posiadają ozdobne podpory balkonowe, pilastry na ścianach i kostkowanie pod gzymsem.